# Championnat d'Allemagne de football de deuxième division 1968-1969
Navigation
Regionalliga
1967-1968 Regionalliga
1969-1970
La Regionalliga 1968-1969 fut une compétition de football organisée par la Deutscher Fußball Bund au 2e niveau de la hiérarchie du football ouest-allemand.
Ce fut la 6e édition de cette compétition, qui se décomposait en une première phase séparée en cinq groupes (Nord, Berlin, West, Südwest, Süd), puis un tour de promotion (en allemand : Aufstiegsrunde in die Bundesliga) qui avait pour but de désigner les deux clubs promus en Bundesliga (D1).
De 1964 à 1974, ce format resta en vigueur, avec une variation du nombre de participants et du nombre de qualifiés selon les différentes "Regionalligen".

## Regionalliga Nord
Le Regionalliga Nord 1968-1969 fut une ligue située au 2e niveau de la hiérarchie du football ouest-allemand.
Ce fut la 6e édition de cette ligue qui couvrait le même territoire que l'ancienne Oberliga Nord, c'est-à-dire les villes libres de Brême et de Hambourg et les Länder de Basse-Saxe et du Schleswig-Holstein, donc les clubs affiliés à une des quatre fédérations composant la Norddeutscher Fußball-Verband (NFV).
Selon le règlement en vigueur, il n'y eut jamais de montant direct depuis les Regionalligen vers la Bundesliga. Un tour final annuel (en allemand : Aufstiegsrunde in die Bundesliga) regroupa les champions et qualifiés de chaque Regionalliga afin de désigner les deux promus.

### Compétition

#### Légende
| Légende         | |
| (T)             | Tenant du titre de la Regionalliga Nord.                                                             |
| C/TF            | Champion et qualifié pour le tour final pour une éventuelle montée en Bundesliga la saison suivante. |
| TF              | qualifié pour le tour final pour une éventuelle montée en Bundesliga la saison suivante.             |
| R               | club relégué vers les séries d'Amateurliga pour la saison suivante.                                  |
| en augmentation | club promu des séries d'Amateurliga depuis la saison précédente.                                     |

#### Classement
|      |    |                         | M  | G  | N  | P  | +  | -  | DB   | Pts |
| ---- | -- | ----------------------- | -- | -- | -- | -- | -- | -- | ---- | --- |
| C/TF | 1  | VfL Osnabrück           | 32 | 24 | 5  | 3  | 94 | 27 | +67  | 53  |
| TF   | 2  | VfB Lübeck              | 32 | 19 | 6  | 7  | 61 | 39 | +22  | 44  |
|      | 3  | FC St-Pauli             | 32 | 19 | 5  | 8  | 64 | 37 | 1,73 | 43  |
|      | 4  | 1. SC Göttingen 05      | 32 | 16 | 10 | 6  | 66 | 51 | +15  | 42  |
|      | 5  | SV Arminia Hannover (T) | 32 | 15 | 8  | 9  | 51 | 35 | +16  | 38  |
|      | 6  | VfL Wolfsburg           | 32 | 15 | 8  | 9  | 59 | 44 | +15  | 38  |
|      | 7  | 1. FC Phönix Lübeck     | 32 | 15 | 8  | 9  | 55 | 41 | +14  | 38  |
|      | 8  | Kieler SV Holstein      | 32 | 12 | 8  | 12 | 47 | 51 | -4   | 32  |
|      | 9  | TuS Bremerhaven 93      | 32 | 10 | 10 | 12 | 53 | 57 | -4   | 30  |
|      | 10 | HSV Barmbek-Uhlenhorst  | 32 | 11 | 5  | 16 | 48 | 57 | -9   | 27  |
|      | 11 | ASV Bergedorf 85        | 32 | 11 | 4  | 17 | 56 | 67 | -9   | 26  |
|      | 12 | SC Concordia Hamburg    | 32 | 7  | 12 | 13 | 41 | 64 | -13  | 26  |
|      | 13 | VfB Oldenburg           | 32 | 9  | 7  | 16 | 47 | 59 | -12  | 25  |
|      | 14 | Itzehoer SV 09          | 32 | 9  | 5  | 18 | 47 | 72 | -25  | 23  |
|      | 15 | TuS Celle FC            | 32 | 6  | 8  | 18 | 48 | 71 | -23  | 20  |
| R    | 16 | Heider SV               | 32 | 7  | 6  | 19 | 46 | 79 | -33  | 20  |
| R    | 17 | SC Sperber              | 32 | 6  | 7  | 19 | 39 | 71 | -32  | 19  |

### Relégation depuis la Bundesliga
À la fin de cette saison, aucun club affilié à la Norddeutscher Fußball-Verband (NFV) ne fut relégué de la Bundesliga.

### Relégation/Montée avec l'étage inférieur
À la fin de la saison, les deux derniers classés furent relégués vers les séries d'Amateurliga. 
Deux formations furent promues à l'issue du tour final des Amateurligen ("Bremen", "Hamburg", "Niedersachsen" et "Schleswig-Holstein"). Les montants furent: SC Leu 06 Braunschweig et TSR Olympia Wilhelmshaven.

## Regionalliga Berlin
Le Regionalliga Berlin 1968-1969 fut une ligue située au 2e niveau de la hiérarchie du football ouest-allemand.
Ce fut la 6e édition de cette ligue qui couvrait le même territoire que l'ancienne Oberliga Berlin, c'est-à-dire la zone de Berlin-Ouest et donc concernait les clubs affiliés à la Verband Berliner Ballspielvereine (VBB).
Selon le règlement en vigueur, il n'y eut jamais de montant direct depuis les Regionalligen vers la Bundesliga. Un tour final annuel (en allemand : Aufstiegsrunde in die Bundesliga) regroupa les champions et qualifiés de chaque Regionalliga afin de désigner les deux promus.

### Compétition

#### Légende
| Légende         | |
| C/TF            | Champion et qualifié pour le tour final pour une éventuelle montée en Bundesliga la saison suivante. |
| TF              | Qualifié pour le tour final pour une éventuelle montée en Bundesliga la saison suivante.             |
| en augmentation | club promu des séries inférieures depuis la saison précédente.                                       |
| R               | club relégué vers les séries de l'Amateurliga Berlin pour la saison suivante.                        |

#### Classement
|      |    |                          | M  | G  | N | P  | +  | -   | DB  | Pts |
| ---- | -- | ------------------------ | -- | -- | - | -- | -- | --- | --- | --- |
| C/TF | 1  | FC Hertha 03 Zehlendorf  | 30 | 23 | 5 | 2  | 84 | 32  | +52 | 51  |
| TF   | 2  | SC Tasmania 1900 Berlin  | 30 | 21 | 8 | 1  | 75 | 26  | +49 | 50  |
|      | 3  | Tennis Borussia Berlin   | 30 | 20 | 5 | 5  | 96 | 38  | +58 | 45  |
|      | 4  | SC Wacker 04 Berlin      | 30 | 19 | 5 | 6  | 93 | 31  | +62 | 43  |
|      | 5  | Spandauer SV             | 30 | 19 | 4 | 7  | 73 | 42  | +31 | 42  |
|      | 6  | 1. FC Neukölln           | 30 | 14 | 7 | 9  | 72 | 60  | -12 | 35  |
|      | 7  | SC Rapide Wedding 1893   | 30 | 10 | 8 | 12 | 52 | 49  | +3  | 28  |
|      | 8  | BSC Kickers 1900         | 30 | 10 | 8 | 12 | 55 | 54  | +1  | 28  |
|      | 9  | Berliner SV 92           | 30 | 9  | 9 | 12 | 58 | 63  | -5  | 27  |
|      | 10 | SV Blau-Weiss Berlin     | 30 | 8  | 8 | 14 | 41 | 53  | -12 | 24  |
|      | 11 | SC Staaken 1919          | 30 | 9  | 6 | 15 | 44 | 61  | -17 | 24  |
|      | 12 | Berliner FC Meteor 06    | 30 | 8  | 5 | 17 | 53 | 88  | -35 | 21  |
| R    | 13 | Berliner FC Südring      | 30 | 8  | 4 | 18 | 38 | 62  | -24 | 20  |
| R    | 14 | Berliner FC Alemannia 90 | 30 | 5  | 6 | 19 | 33 | 75  | -52 | 16  |
| R    | 15 | VfL Nord Berlin          | 30 | 5  | 5 | 20 | 50 | 107 | -57 | 15  |
| R    | 16 | Reinickendorfer Füchse   | 30 | 2  | 7 | 21 | 26 | 102 | -76 | 11  |

### Relégation depuis la Bundesliga
À la fin de cette saison, aucun club affilié à la Verband Berliner Ballspielvereine (VBB) ne fut relégué de la Bundesliga.

### Relégation/Montée avec l'étage inférieur
En cours de saison, il fut décidé de ramener la Regionalliga Berlin de 16 à 12 équipes. Cette réduction s'opéra sur deux saisons. D'abord un retour à 14 formations puis à 12. À la fin de la saison 1968-1969, les quatre derniers classés furent relégués vers les séries de l'Amateurliga Berlin, dont seulement deux cercles furent promus.
Les deux montants furent : Neuköllner Sportfreunde et TuS Wannsee.

## Regionalliga West
Le Regionalliga West 1968-1969 fut une ligue située au 2e niveau de la hiérarchie du football ouest-allemand.
Ce fut la 6e édition de cette ligue qui couvrait le même territoire que les anciennes Oberliga et 2. Oberliga West, c'est-à-dire le Land de Rhénanie du Nord-Wesphalie, donc les clubs affiliés à une des trois fédérations composant la Westdeutscher Fußball-und Leichtathletikverband (WFLV).
Selon le règlement en vigueur, il n'y eut jamais de montant direct depuis les Regionalligen vers la Bundesliga. Un tour final annuel (en allemand : Aufstiegsrunde in die Bundesliga) regroupa les champions et qualifiés de chaque Regionalliga afin de désigner les deux promus.

### Compétition

#### Légende
| Légende         | |
| (T)             | Tenant du titre de la Regionalliga West.                                                             |
| C/TF            | Champion et qualifié pour le tour final pour une éventuelle montée en Bundesliga la saison suivante. |
| TF              | Qualifié pour le tour final pour une éventuelle montée en Bundesliga la saison suivante.             |
| R               | club relégué vers les séries de Verbandsliga pour la saison suivante.                                |
| en augmentation | club promu des séries de Verbandsliga depuis la saison précédente.                                   |

#### Classement
|      |    |                            | M  | G  | N  | P  | +  | -  | DB  | Pts |
| ---- | -- | -------------------------- | -- | -- | -- | -- | -- | -- | --- | --- |
| C/TF | 1  | Rot-Weiss Oberhausen       | 34 | 22 | 9  | 3  | 69 | 24 | +45 | 53  |
| TF   | 2  | Rot-Weiss Essen            | 34 | 21 | 9  | 4  | 72 | 25 | +47 | 51  |
|      | 3  | VfL Bochum                 | 34 | 23 | 5  | 6  | 86 | 36 | +50 | 51  |
|      | 4  | Fortuna Düsseldorf         | 34 | 18 | 9  | 7  | 64 | 35 | +29 | 45  |
|      | 5  | Schwarz-Weiss Essen        | 34 | 16 | 8  | 10 | 48 | 43 | +5  | 40  |
|      | 6  | Wuppertaler SV             | 34 | 16 | 8  | 10 | 46 | 41 | +5  | 40  |
|      | 7  | DSC Arminia Bielefeld      | 34 | 14 | 10 | 10 | 63 | 47 | +16 | 38  |
|      | 8  | SV Bayer 04 Leverkusen (T) | 34 | 12 | 12 | 10 | 48 | 35 | +13 | 36  |
|      | 9  | VfR Neuss                  | 34 | 8  | 14 | 12 | 38 | 52 | -14 | 30  |
|      | 10 | Lüner SV                   | 34 | 8  | 12 | 14 | 39 | 47 | -8  | 28  |
|      | 11 | Sportfreunde Hamborn 07    | 34 | 10 | 8  | 16 | 46 | 64 | -18 | 28  |
|      | 12 | TSV Marl-Hüls              | 34 | 10 | 7  | 17 | 33 | 58 | -25 | 27  |
|      | 13 | SC Fortuna Köln            | 34 | 7  | 12 | 15 | 44 | 69 | -25 | 26  |
|      | 14 | SC Preussen Münster        | 34 | 8  | 16 | 10 | 43 | 63 | -20 | 26  |
|      | 15 | Bonner SC                  | 34 | 10 | 5  | 19 | 45 | 70 | -25 | 25  |
|      | 16 | SC Viktoria 04 Köln        | 34 | 5  | 13 | 16 | 33 | 53 | -20 | 23  |
| R    | 17 | Eintracht Duisburg 1848    | 34 | 7  | 9  | 18 | 30 | 64 | -34 | 23  |
| R    | 18 | SG Eintracht Gelsenkirchen | 34 | 8  | 6  | 20 | 47 | 65 | -18 | 22  |

### Relégation depuis la Bundesliga
À la fin de cette saison, aucun club affilié à la Westdeutscher Fußball-und Leichtathletikverband (WFLV) ne fut relégué de la Bundesliga.

### Relégation/Montée avec l'étage inférieur
À la fin de la saison, les deux derniers classés furent relégués vers les séries de Verbandsliga. Comme deux équipes de la Regionalliga West (RW Essen et RW Oberhausen) furent promues en Bundesliga lors du tour final, il y eut deux montants supplémentaires. Les quatre promus furent : DJK Gütersloh, SpVgg Erkenschwick, SSVg Velbert 02 et SG Wattenscheid 09.

## Regionalliga Südwest
Le Regionalliga Südwest 1968-1969 fut une ligue située au 2e niveau de la hiérarchie du football ouest-allemand.
Ce fut la 6e édition de cette ligue qui couvrait le même territoire que les anciennes Oberliga et 2. Oberliga Südwest, c'est-à-dire les Länder de Rhénanie-Palatinat et de Sarre, donc les clubs affiliés à une des trois fédérations composant la Fußball-Regional-Verband Südwest (FRVS).
Selon le règlement en vigueur, il n'y eut jamais de montant direct depuis les Regionalligen vers la Bundesliga. Un tour final annuel (en allemand : Aufstiegsrunde in die Bundesliga) regroupa les champions et qualifiés de chaque Regionalliga afin de désigner les deux promus.

### Compétition

#### Légende
| Légende         | |
| (T)             | Tenant du titre de la Regionalliga Südwest.                                                          |
| C/TF            | Champion et qualifié pour le tour final pour une éventuelle montée en Bundesliga la saison suivante. |
| TF              | qualifié pour le tour final pour une éventuelle montée en Bundesliga la saison suivante.             |
| R               | club relégué vers les séries d'Amateurliga pour la saison suivante.                                  |
| en diminution   | club relégué de la Bundesliga depuis la saison précédente.                                           |
| en augmentation | club promu des séries d'Amateurliga depuis la saison précédente.                                     |

#### Classement
|      |    |                                  | M  | G  | N  | P  | +  | -  | DB  | Pts |
| ---- | -- | -------------------------------- | -- | -- | -- | -- | -- | -- | --- | --- |
| C/TF | 1  | SV Alsenborn (T)                 | 30 | 18 | 8  | 4  | 69 | 25 | +44 | 44  |
| TF   | 2  | TuS Neuendorf                    | 30 | 17 | 10 | 3  | 56 | 23 | +33 | 44  |
|      | 3  | 1. FC Saarbrücken                | 30 | 17 | 7  | 6  | 71 | 28 | +43 | 41  |
|      | 4  | FK Pirmasens                     | 30 | 16 | 8  | 6  | 65 | 36 | +29 | 40  |
|      | 5  | VfB Borussia Neunkirchen         | 30 | 16 | 5  | 9  | 54 | 34 | +20 | 37  |
|      | 6  | SV Saar 05 Saarbrücken           | 30 | 13 | 8  | 9  | 51 | 36 | +15 | 34  |
|      | 7  | SV Südwest 1848 Ludwigshafen     | 30 | 13 | 7  | 10 | 42 | 36 | +6  | 33  |
|      | 8  | VfR Wormatia Worms 08            | 30 | 12 | 6  | 12 | 49 | 53 | -4  | 32  |
|      | 9  | FC 08 Homburg                    | 30 | 11 | 7  | 12 | 40 | 49 | -9  | 29  |
|      | 10 | Eintracht Trier                  | 30 | 11 | 6  | 13 | 47 | 45 | +2  | 28  |
|      | 11 | FV Speyer                        | 30 | 9  | 6  | 15 | 40 | 59 | -19 | 24  |
|      | 12 | SV Röchling Völklingen 06        | 30 | 8  | 8  | 14 | 41 | 64 | -23 | 24  |
|      | 13 | 1. FSV Mainz 05                  | 30 | 9  | 5  | 16 | 40 | 58 | -18 | 23  |
|      | 14 | SpVgg Weisenau                   | 30 | 7  | 7  | 16 | 33 | 55 | -22 | 21  |
| R    | 15 | VfR Frankenthal                  | 30 | 6  | 8  | 16 | 33 | 64 | -31 | 20  |
| R    | 16 | FC Teutonia 08 Landsweiler-Reden | 30 | 3  | 2  | 25 | 33 | 99 | -66 | 8   |

### Relégation depuis la Bundesliga
À la fin de cette saison, aucun club affilié à la Fußball-Regional-Verband Südwest (FRVS) ne fut relégué de la Bundesliga.

### Relégation/Montée avec l'étage inférieur
À la fin de la saison, les deux derniers classés furent relégués vers les séries d'Amateurliga.
Deux formations furent promues après le tour final des Amateurligen ("Rheinland", "Saarland" et "Südwest"). Les montants furent :
- ASV Landau
- SC 1893 Friedrichsthal

## Regionalliga Süd
Le Regionalliga Süd 1968-1969 fut une ligue située au 2e niveau de la hiérarchie du football ouest-allemand.
Ce fut la 6e édition de cette ligue qui couvrait le même territoire que les anciennes Oberliga et 2. Oberliga Süd, c'est-à-dire les Länder de Bade-Wurtemberg, de Bavière et de Hesse, donc les clubs affiliés à une des cinq fédérations composant la Süddeutscher Fußball-Verband (SFV).
Selon le règlement en vigueur, il n'y eut jamais de montant direct depuis les Regionalligen vers la Bundesliga. Un tour final annuel (en allemand : Aufstiegsrunde in die Bundesliga) regroupa les champions et qualifiés de chaque Regionalliga afin de désigner les deux promus.

### Compétition

#### Légende
| Légende         | |
| (T)             | Tenant du titre de la Regionalliga Süd.                                                              |
| C/TF            | Champion et qualifié pour le tour final pour une éventuelle montée en Bundesliga la saison suivante. |
| TF              | qualifié pour le tour final pour une éventuelle montée en Bundesliga la saison suivante.             |
| R               | club relégué vers les séries d'Amateurliga pour la saison suivante.                                  |
| en diminution   | club relégué de la Bundesliga depuis la saison précédente.                                           |
| en augmentation | club promu des séries d'Amateurliga depuis la saison précédente.                                     |

#### Classement
|      |    |                        | M  | G  | N  | P  | +  | -  | DB  | Pts |
| ---- | -- | ---------------------- | -- | -- | -- | -- | -- | -- | --- | --- |
| C/TF | 1  | Karlsruher SC          | 34 | 18 | 7  | 9  | 73 | 43 | +30 | 43  |
| TF   | 2  | Freiburger FC          | 34 | 18 | 7  | 9  | 67 | 42 | +25 | 43  |
|      | 3  | FC Bayern Hof 1910 (T) | 34 | 17 | 8  | 9  | 53 | 30 | +23 | 42  |
|      | 4  | SV Stuttgarter Kickers | 34 | 15 | 12 | 7  | 66 | 43 | +17 | 42  |
|      | 5  | SSV Jahn Regensburg    | 34 | 14 | 9  | 11 | 54 | 38 | +16 | 37  |
|      | 6  | 1. FC Schweinfurt 05   | 36 | 12 | 12 | 10 | 67 | 53 | +14 | 36  |
|      | 7  | SpVgg Fürth            | 34 | 13 | 10 | 11 | 37 | 36 | +1  | 36  |
|      | 8  | SV Darmstadt 98        | 34 | 13 | 9  | 12 | 50 | 45 | +5  | 35  |
|      | 9  | SSV Reutlingen         | 34 | 12 | 11 | 11 | 49 | 58 | -9  | 35  |
|      | 10 | KSV Hessen Kassel      | 34 | 14 | 5  | 15 | 60 | 52 | +8  | 33  |
|      | 11 | SV Waldhof Mannheim 07 | 34 | 11 | 11 | 12 | 44 | 52 | -8  | 33  |
|      | 12 | ESV Ingolstadt-Ringsee | 34 | 12 | 9  | 13 | 50 | 60 | -10 | 33  |
|      | 13 | FC 08 Villingen        | 34 | 12 | 8  | 4  | 45 | 54 | -9  | 32  |
|      | 14 | VfR Mannheim           | 34 | 12 | 7  | 15 | 51 | 54 | -3  | 31  |
|      | 15 | SC Opel 06 Rüsselsheim | 34 | 12 | 7  | 15 | 41 | 55 | -14 | 31  |
| R    | 16 | VfL Neckarau           | 34 | 7  | 12 | 15 | 34 | 65 | -31 | 26  |
| R    | 17 | TSV Schwaben Augsburg  | 34 | 9  | 7  | 18 | 44 | 55 | -11 | 25  |
| R    | 18 | Rot-Weiss Frankfurt    | 34 | 7  | 5  | 22 | 36 | 86 | -50 | 19  |

### Fusion
À la fin de cette saison, la section football du TSV Schwaben Augsburg et le BC Augsburg fusionnèrent pour former le FC Augsburg. Le TSV Schwaben continuera à concourir dans les championnats amateurs de football en s'engageant à ne jamais acquérir le statut professionnel.

### Relégation depuis la Bundesliga
À la fin de cette saison, deux clubs (Offenbacher FC Kickers et 1. FC Nürnberg) affiliés à la Süddeutscher Fußball-Verband (SFV) furent relégués de la Bundesliga.

### Relégation/Montée avec l'étage inférieur
À la fin de la saison, les trois derniers classés furent relégués vers les séries d'Amateurliga.
Il n'y eut pas de descendant supplémentaire malgré la double relégation de Kickers Offenbach et 1. FC Nuremberg, deux clubs de la « zone Sud », depuis la Bundesliga. La Regionalliga Süd se joua avec 20 équipes la saison suivante.
Trois formations furent promues à l'issue du tour final des Amateurligen ("Bade-Württemberg", "Bayern" et "Hessen"). Les montants furent FSV Francfort, SpVgg Bayreuth et VfR Heilbronn.

## Tour de promotion
Le Tour de promotion des Regionalligen 1968-1969 (en allemand : Aufstiegsrunde in die Bundesliga) fut une compétition de football organisée par la Deutscher Fussball Bund, au 2e niveau de la hiérarchie du football ouest-allemand.
Ce fut la 6e édition de cette compétition qui avait pour but de désigner les deux clubs promus entre la Regionalliga (D2) et la Bundesliga (D1).
De 1964 à 1974, il n'y eut aucun montant direct du 2e vers le 1er niveau du football ouest-allemand. Le tour final décida quels étaient les promus.
Au fil des onze éditions, le nombre de participants et surtout le nombre de qualifiés selon les différentes "Regionalligen" évoluèrent.

### Les 10 Participants 1968-1969
- Regionalliga Nord:
  - VfL Osnabrück
  - VfB Lübeck
- Regionalliga Berlin:
  - FC Hertha 03 Zehlendorf
  - SC Tasmania 1900 Berlin
- Regionalliga West:
  - Rot-Weiss Oberhausen
  - Rot-Weiss Essen
- Regionalliga Südwest:
  - SV Alsenborn
  - TuS Neuendorf
- Regionalliga Süd:
  - Karlsruher SC
  - Freiburger FC

### Résultats & Classements
Les dix équipes qualifiées furent réparties en deux groupes de cinq. Dans les deux groupes respectifs, les différents engagés s'affrontèrent par matches "aller/retour".

#### Légende
| Légende |                                                                |
| P       | Vainqueur de groupe et promu en Bundesliga la saison suivante. |

#### Groupe 1

##### Matches
| Dates      | Matches                                        | Résultats | Remarques |
| ---------- | ---------------------------------------------- | --------- | --------- |
| 24/05/1969 | SV Alsenborn – Rot-Weiss Oberhausen            | 1-4       |           |
| 24/05/1969 | FC Hertha 03 Zehlendorf – Freiburger FC        | 2-3       |           |
| 28/05/1969 | Rot-Weiss Oberhausen – FC Hertha 03 Zehlendorf | 1-0       |           |
| 28/05/1969 | VfB Lübeck – SV Alsenborn                      | 0-3       |           |
| 01/06/1969 | Freiburger FC – Rot-Weiss Oberhausen           | 3-1       |           |
| 01/06/1969 | FC Hertha 03 Zehlendorf – VfB Lübeck           | 3-1       |           |
| 04/06/1969 | VfB Lübeck – Freiburger FC                     | 1-2       |           |
| 04/06/1969 | SV Alsenborn – FC Hertha 03 Zehlendorf         | 4-0       |           |
| 08/06/1969 | Rot-Weiss Oberhausen – VfB Lübeck              | 1-0       |           |
| 08/06/1969 | Freiburger FC – SV Alsenborn                   | 2-3       |           |
| 11/06/1969 | Rot-Weiss Oberhausen – SV Alsenborn            | 4-1       |           |
| 11/06/1969 | Freiburger FC – FC Hertha 03 Zehlendorf        | 1-0       |           |
| 15/06/1969 | FC Hertha 03 Zehlendorf – Rot-Weiss Oberhausen | 3-2       |           |
| 15/06/1969 | SV Alsenborn – VfB Lübeck                      | 6-2       |           |
| 18/06/1969 | Rot-Weiss Oberhausen – Freiburger FC           | 0-0       |           |
| 18/06/1969 | VfB Lübeck – FC Hertha 03 Zehlendorf           | 4-4       |           |
| 22/06/1969 | Freiburger FC – VfB Lübeck                     | 5-1       |           |
| 22/06/1969 | FC Hertha 03 Zehlendorf – SV Alsenborn         | 3-0       |           |
| 25/06/1969 | VfB Lübeck – Rot-Weiss Oberhausen              | 1-4       |           |
| 25/06/1969 | SV Alsenborn – Freiburger FC                   | 2-0       |           |

##### Classement
|   |   |                         | M | G | N | P | +  | -  | DB  | Pts |
| - | - | ----------------------- | - | - | - | - | -- | -- | --- | --- |
| P | 1 | Rot-Weiss Oberhausen    | 8 | 5 | 1 | 2 | 17 | 9  | +8  | 11  |
|   | 2 | Freiburger FC           | 8 | 5 | 1 | 2 | 16 | 10 | +6  | 11  |
|   | 3 | SV Alsenborn            | 8 | 5 | 0 | 3 | 20 | 15 | +5  | 10  |
|   | 4 | FC Hertha 03 Zehlendorf | 8 | 3 | 1 | 4 | 15 | 16 | -1  | 7   |
|   | 5 | VfB Lübeck              | 8 | 0 | 1 | 7 | 10 | 28 | -18 | 1   |

#### Groupe 2

##### Matches
| Dates      | Matches                                   | Résultats | Remarques |
| ---------- | ----------------------------------------- | --------- | --------- |
| 24/05/1969 | Rot-Weiss Essen – TuS Neuendorf           | 4-2       |           |
| 24/05/1969 | Karlsruher SC – SC Tasmania 1900 Berlin   | 5-0       |           |
| 28/05/1969 | SC Tasmania 1900 Berlin – Rot-Weiss Essen | 0-3       |           |
| 28/05/1969 | TuS Neuendorf – VfL Osnabrück             | 0-0       |           |
| 01/06/1969 | Rot-Weiss Essen – Karlsruher SC           | 5-0       |           |
| 01/06/1969 | VfL Osnabrück – SC Tasmania 1900 Berlin   | 2-0       |           |
| 04/06/1969 | SC Tasmania 1900 Berlin – TuS Neuendorf   | 2-0       |           |
| 04/06/1969 | Karlsruher SC – VfL Osnabrück             | 1-1       |           |
| 08/06/1969 | VfL Osnabrück – Rot-Weiss Essen           | 3-3       |           |
| 08/06/1969 | TuS Neuendorf – Karlsruher SC             | 1-2       |           |
| 11/06/1969 | TuS Neuendorf – Rot-Weiss Essen           | 0-5       |           |
| 11/06/1969 | SC Tasmania 1900 Berlin – Karlsruher SC   | 0-1       |           |
| 15/06/1969 | Rot-Weiss Essen – SC Tasmania 1900 Berlin | 3-1       |           |
| 15/06/1969 | VfL Osnabrück – TuS Neuendorf             | 2-0       |           |
| 18/06/1969 | Karlsruher SC – Rot-Weiss Essen           | 2-2       |           |
| 18/06/1969 | SC Tasmania 1900 Berlin – VfL Osnabrück   | 0-2       |           |
| 22/06/1969 | TuS Neuendorf – SC Tasmania 1900 Berlin   | 1-2       |           |
| 22/06/1969 | VfL Osnabrück – Karlsruher SC             | 2-1       |           |
| 25/06/1969 | Rot-Weiss Essen – VfL Osnabrück           | 3-1       |           |
| 25/06/1969 | Karlsruher SC –TuS Neuendorf              | 2-4       |           |

##### Classement
|   |   |                         | M | G | N | P | +  | -  | DB  | Pts |
| - | - | ----------------------- | - | - | - | - | -- | -- | --- | --- |
| P | 1 | Rot-Weiss Essen         | 8 | 6 | 2 | 0 | 28 | 9  | +19 | 14  |
|   | 2 | VfL Osnabrück           | 8 | 4 | 3 | 1 | 13 | 11 | +2  | 11  |
|   | 3 | Karlsruher SC           | 8 | 3 | 2 | 3 | 14 | 15 | -1  | 8   |
|   | 4 | SC Tasmania 1900 Berlin | 8 | 2 | 0 | 6 | 5  | 17 | -12 | 4   |
|   | 5 | TuS Neuendorf           | 8 | 1 | 1 | 6 | 8  | 19 | -11 | 3   |